# Штадткилль
Штадткилль (нем. Stadtkyll) — община в Германии, в земле Рейнланд-Пфальц. 
Входит в состав района Вульканайфель. Подчиняется управлению Обере Килль. Население составляет 1480 человек (на 31 декабря 2010 года). Занимает площадь 20,78 км².